# Цветок жизни (мемориал)
«Цвето́к жи́зни» — мемориальный комплекс, входящий в Зелёный пояс Славы; создан в память о погибших детях блокадного Ленинграда.
Расположен во Всеволожском районе Ленинградской области на 3 км Дороги жизни А128.
Памятник был открыт 28 октября 1968 года. Архитектором памятника стал Павел Иванович Мельников (родился в 1929 году, скончался в 1992 году. Похоронен в Петербурге). Помимо этого мемориала, П.И. Мельников также является автором композиции «Катюша», также входящей в Зеленый пояс Славы.

## Структура мемориала
В состав мемориала входят: памятник «Цветок жизни», аллея Дружбы и траурный курган «Дневник Тани Савичевой», состоящий из восьми стел — страниц блокадного дневника. Также за самим памятником «Цветок жизни» располагается мемориальная роща «900 берёз».

### Монумент «Цветок жизни»
Первый из памятников единого мемориального комплекса, носящего одноимённое название. Представляет собой каменный цветок высотой 15 м, на лепестках которого изображён улыбающийся ребёнок и нанесена надпись «Пусть всегда будет солнце».
Рядом находится гранитная плита, на которой вырублена надпись:
Во имя жизни и против войны.
Детям — юным героям Ленинграда 1941—1944 годов
У мемориального комплекса располагается финиш ежегодного международного зимнего марафона «Дорога Жизни».

### Траурный курган «Дневник Тани Савичевой»
Траурный курган, входящий в мемориальный комплекс, был открыт позднее, в 1975 году. Над ним работали архитекторы Александр Данилович Левенков и Г.Г. Фетисов. Инженерные работы по установке памятника осуществлял М. В. Коман.
Монумент представляет собой восемь стел, выполненных в виде дневниковых страниц. Дневник был обнаружен в личных вещах ленинградской пионерки Тани Савичевой уже после того, как её нашли без сознания в квартире и эвакуировали из блокадного города.

### Аллея Дружбы
Аллея Дружбы была высажена в 1970 году делегатами Всесоюзного пионерского слета. Спустя двенадцать лет, в 1982 году на аллее были установлены памятные стелы, посвященные юным партизанам и пионерам-героям. Архитектором памятных стел, размещённых на Аллее Дружбы, стал Александр Данилович Левенков, работавший над многими блокадными и военными памятниками в Санкт-Петербурге и Ленинградской области.

### Берёзовая роща
Берёзовая роща располагается позади монумента «Цветок жизни» и также входит в единый с ним мемориальный комплекс. Роща была высажена ленинградскими и всеволожскими школьниками. В роще было высажено ровно 900 деревьев - в память о 900 днях блокады. Несмотря на то, что точное число дней ленинградской блокады 872, но именно о «900 блокадных днях» говорила в своих стихах знаменитая блокадная поэтесса Ольга Берггольц, во многом именно  из-за этого и популярности её стихов эта цифра стала часто использоваться  для определения длительности блокады Ленинграда.
Ежегодно деревья в березовой роще опоясываются красными пионерскими галстуками в знак памяти о героизме пионеров во время блокады и обороны Ленинграда. Традиционно эта церемония происходит либо 8 сентября, в день начала ленинградской блокады, либо 19 мая, в День пионерии. В церемонии повязки красных лент и галстуков участвуют, как правило, члены детских патриотических кружков и представители местного муниципалитета.
В постсоветское время традиция повязывать галстуки на березах этой рощи берёт свое начало с 2011 года, когда ученики 214-й гимназии города Всеволожска впервые провели это памятное мероприятие, посвящённое погибшим в годы войны и блокады пионерам и школьникам.

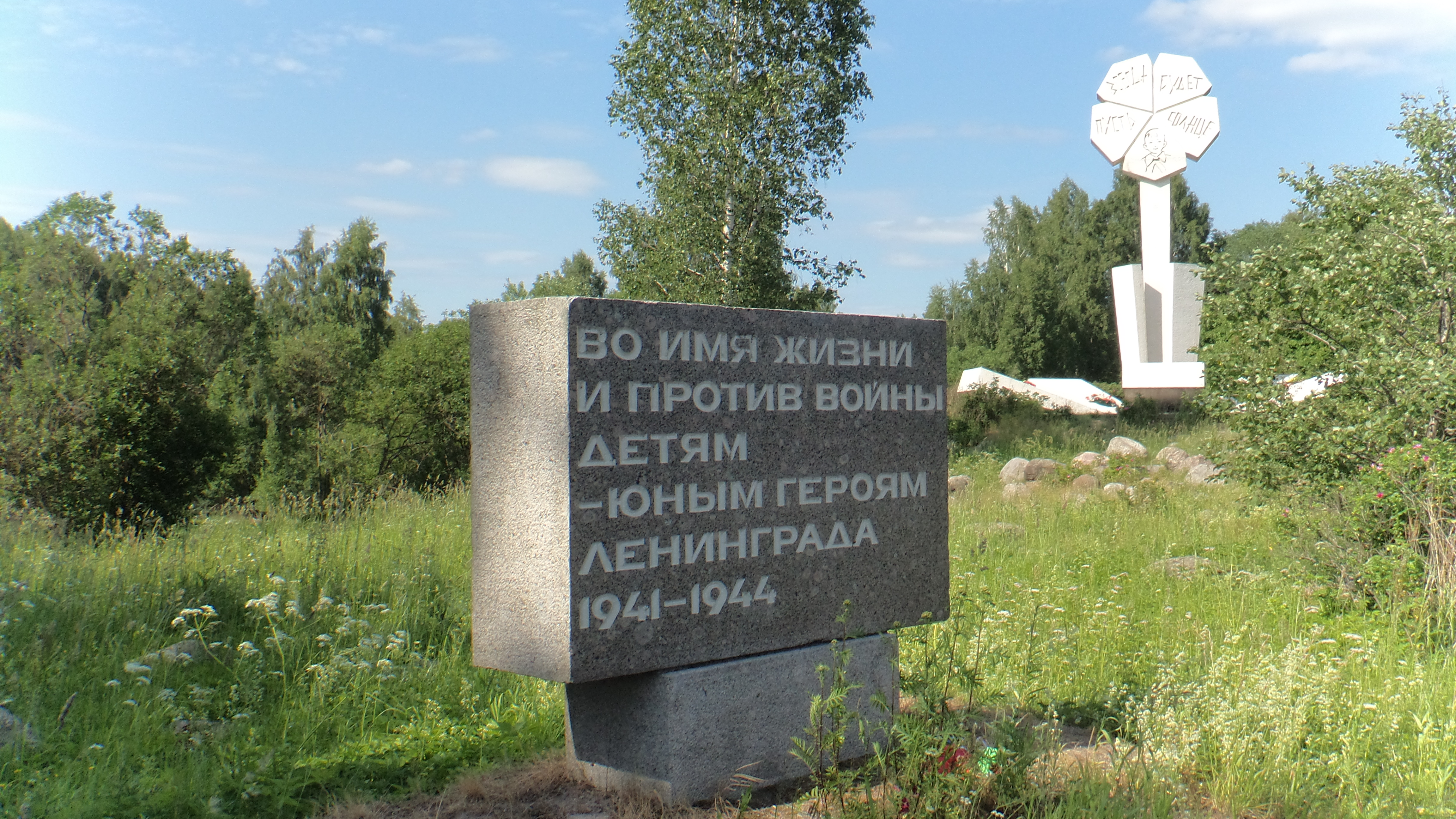
Монумент «Цветок жизни» в 2018 году
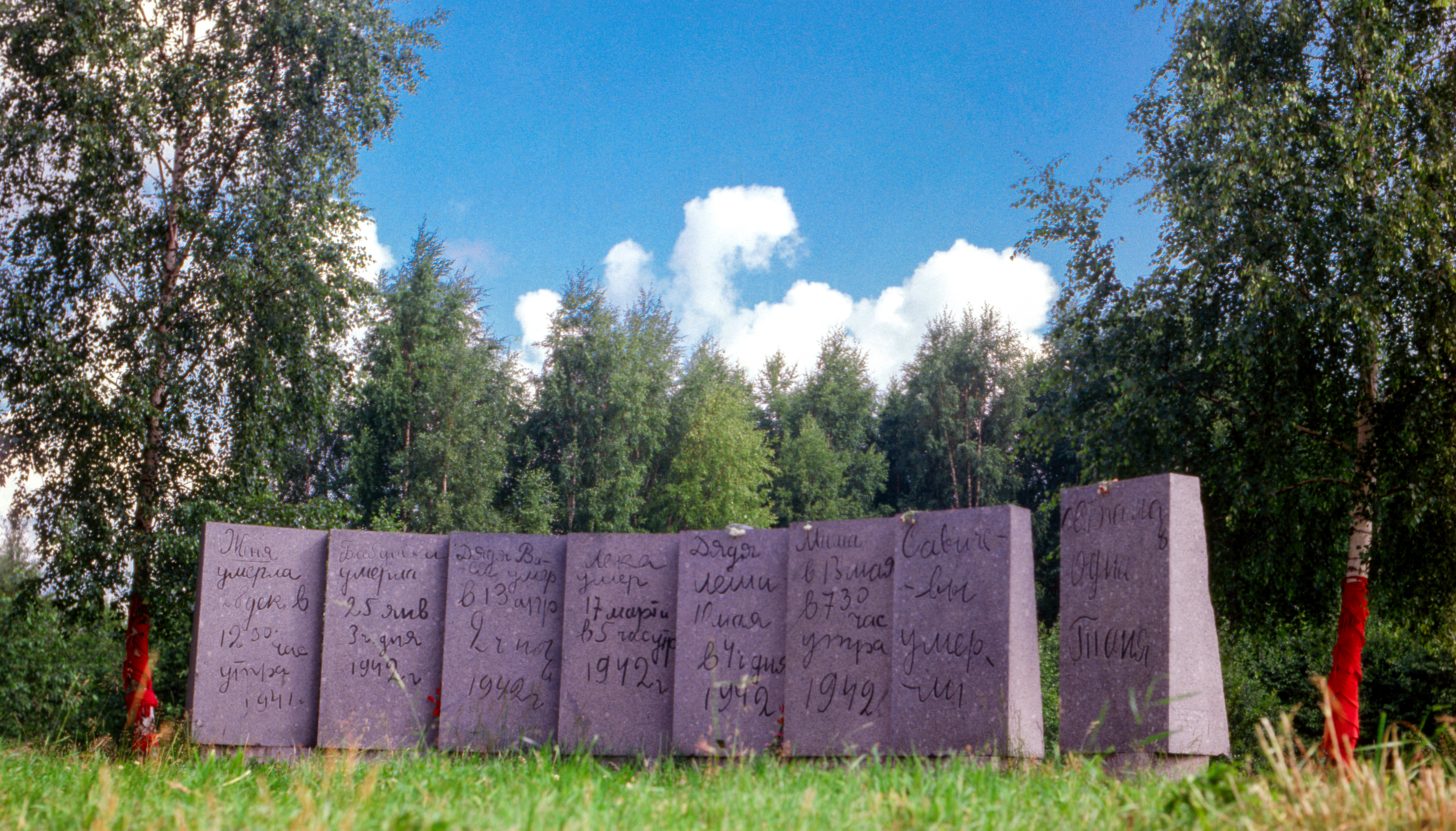
Траурный курган «Дневник Тани Савичевой» в 1982 году
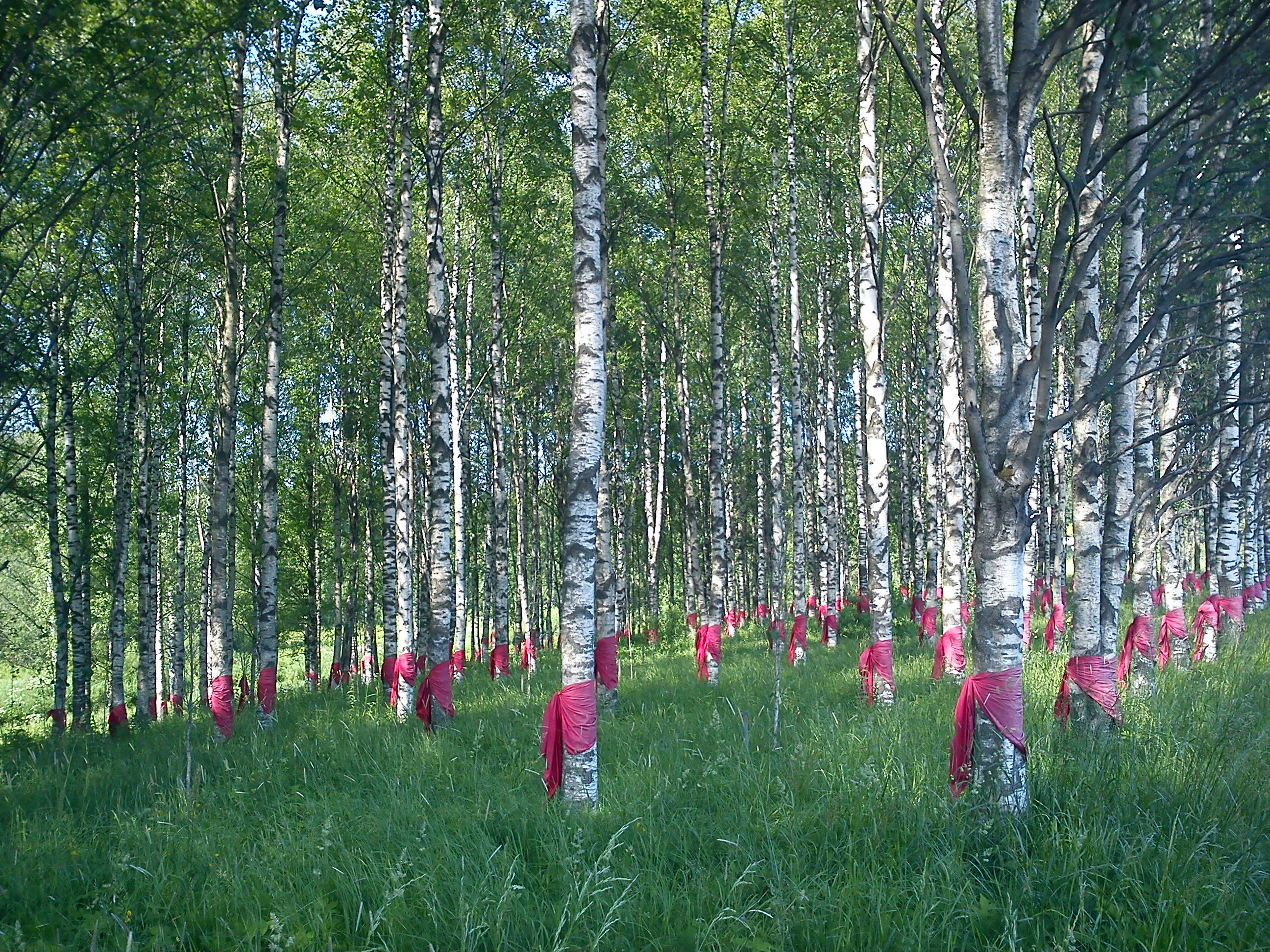
Берёзовая роща в 2018 году